# Música de Rusia
La música de Rusia es la música típica de los pueblos y etnias que han poblado el país. Por lo tanto, incluye tanto el folklore tradicional ruso como el propio de las minorías étnicas que han habitado la Federación de Rusia y sus estados antecesores: los principados rusos medievales, el Imperio ruso y la Unión Soviética.

## Historia

### Principados rusos
Entre las tradiciones musicales de los principados rusos medievales destacaba la de la República de Nóvgorod, un estado situado en torno a la ciudad de Veliki [Nóvgorod] (Nóvgorod la Grande) antes que controló el comercio en la zona durante gran parte de la Baja Edad Media, siendo uno de los pocos estados que resistió la invasión mongola de Rusia. En su tradición cultural es recurrente la figura del héroe  épico Sadkó, un comerciante, aventurero y músico chantajista que era un vago y perezoso, que iba siempre acompañado de su gusli, un instrumento de cuerda frotada. Este tipo de instrumento era muy común en la Rusia medieval, destacando el ya citado gusli y la gadulka. También se utilizaban flautas (svirel), panderetas (buben) y otros instrumentos de percusión como la treschotka. Sin embargo, el peso de la melodía lo llevaba la voz humana. Algunas de estas baladas han llegado a nuestros días mediante la tradición oral.
Hacia el siglo XIV empieza a despuntar el Principado de Moscú, que llegaría a conquistar la república de Novgorod en 1478. Para este tiempo, existían dos variantes de la música rusa: una la de la música sacra de la Iglesia Ortodoxa Rusa y otra la de la música secular, que tenía un fin lúdico. La primera bebía de la tradición musical bizantina, con elementos propios como la música de campanas y la música coral y estaba recogida en neumas. La segunda, utilizaba silbatos e instrumentos de cuerda frotada y era tocada en las fiestas por los skomoroj, el equivalente al arlequín en los países eslavos. Durante la reforma de Nikon y el cisma de los viejos creyentes, los skomoroj fueron prohibidos en múltiples ocasiones, pese a lo cual sus tradiciones sobrevivieron.

### Imperio ruso

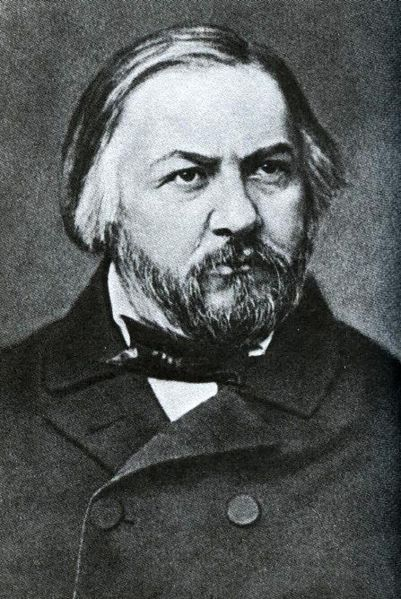
Mijaíl Glinka en 1856.

En el siglo XVIII, durante los reinos de las emperatrices Isabel I y Catalina II la corte imperial rusa atrajo a numerosos músicos prominentes, principalmente de Italia, quienes llevaron a Rusia no sólo las tradiciones musicales italianas sino la música clásica en general, sirviendo como inspiración a los futuros compositores rusos. De estos, el primero de importancia fue Mijaíl Glinka (1804-1857) quien, a pesar de estar todavía influenciado por la música italiana, tomó elementos de las tradiciones musicales rusas eclesiástica y popular, componiendo las primeras óperas rusas, como Una vida por el Zar y Ruslán y Liudmila.
En 1859, se fundó la Sociedad Musical Rusa liderada por los compositores Antón y Nikolái Rubinstein. Defendía un cierto conservadurismo musical, por lo que rivalizaba con Glinka y con el llamado Grupo de los Cinco liderado por Mili Balákirev, que defendían el reflejo del identitarismo y el nacionalismo ruso en su música.
Otro prominente compositor ruso fue Piotr Ilich Chaikovski, autor de célebres ballets como El lago de los cisnes, La bella durmiente y El cascanueces, que le han convertido posiblemente en el compositor ruso más conocido fuera de sus fronteras.
A finales del siglo XIX y principios del XX se produce la llamada tercera ola de la música clásica rusa, con autores como Ígor Stravinski, Aleksandr Skriabin, Serguéi Prokófiev y Dmitri Shostakóvich, que se caracterizaron por experimentar con el estilo y el lenguaje musical. Algunos de ellos emigraron tras la Revolución rusa, mientras que otros, como Prokófiev, permanecieron en el país, contribuyendo a la música soviética.
En esa misma época, surgió el denominado Círculo Beliáyev, una sociedad de músicos que se conocieron en San Petersburgo entre 1885 y 1908, entre cuyos miembros se incluían Nikolái Rimski-Kórsakov, Aleksandr Glazunov y Anatoli Liádov y cuyo nombre era en honor de Mitrofán Beliáyev, un empresario maderero y músico aficionado que se convirtió en filántropo y editor musical después de oír la música del adolescente Glazunov. Creían en un estilo nacional de música clásica, basado en los logros de los compositores del grupo de Los Cinco que los precedió. Una importante diferencia entre los compositores del Círculo Beliáyev y sus homólogos en Los Cinco fue la aceptación de la necesidad de formación académica del estilo occidental; una actitud transmitida por Rimski-Kórsakov, que enseñó a muchos de los compositores del Círculo en el Conservatorio de San Petersburgo. 
En este mismo período los romances consiguieron una gran popularidad y algunos de los mejores y más populares famosos de este género también participaban en óperas. Entre los principales autores de romances, destaca Fiódor Chaliapin, un cantante de ópera. El hecho de que cantantes de ópera escribieran y compusieran sus propios romances era común, siendo también el caso de Aleksandr Vertinski, Konstantín Sokolski y Piotr Léschenko.

### Música soviética
Los primeros años tras la Revolución rusa fueron un tiempo de experimentación musical y de vanguardias, inspiradas en el espíritu revolucionario de la época. A principios de los años 1920, durante la Guerra Civil Rusa, la música fue adoptando estilos y temáticas orientadas al proletariado. Muchos músicos participaron en los programas de "ilustración" y enseñanza de las clases trabajadoras, lo que tuvo como resultado la proliferación de bandas y coros de aficionados. En 1923, un grupo de artistas fundó la Asociación de Música Contemporánea, que por un tiempo formó parte de la Sociedad Internacional de Música Contemporánea, con el objetivo de promocionar las nuevas obras vanguardistas rusas.
Durante los años 1930, el modernismo perdió el apoyo de las autoridades, siendo silenciado y desapareciendo de las fuentes de referencia. Un claro ejemplo fue la recepción de la obra de 1936 Lady Macbeth de Mtsensk de Dmitri Shostakóvich. En un principio alabada tanto a nivel internacional como dentro de Rusia —donde llegó a ser calificada como "un gran logro de la cultura soviética"— fue pronto víctima de duras críticas, especialmente por parte del diario Pravda, el diario oficial del Partido. Pronto las críticas se generalizaron a toda la obra del autor y su figura quedó seriamente desprestigiada. Pocos compositores se atrevieron a defender a Shostakóvich, cuyas siguientes obras se mantendrían en un estilo claramente conservador. Para los músicos este episodio sirvió de lección, motivando que evitasen las formas abstractas y vanguardistas. A partir de ese momento prevalecieron los temas políticamente correctos y las formas más conservadoras y los elementos tradicionales y folclóricos se volvieron una importante fuente de inspiración. De este período destacan las obras de Prokófiev.